# James Mobberley
James C. Mobberley (Des Moines, 10 juni 1954) is een Amerikaans componist, muziekpedagoog en gitarist

## Levensloop
Mobberley groeide op in centraal Pennsylvania en studeerde aan de Universiteit van North Carolina in Chapel Hill. Tijdens zijn instrumentale studies (gitaar) werd hij zeer geïnteresseerd in compositie en dat werd het hoofdvak tijdens zijn masterstudies bij Thomas Brosh en Roger Hannay aan dezelfde universiteit. Zijn studies voltooide hij bij Donald Erb en Eugene O'Brien aan het Cleveland Institute of Music in Cleveland en promoveerde aldaar tot Ph.D. (Philosophiæ Doctor).
In 1981 begon hij zijn docentencarrière en leerde compositie en elektronische muziek aan het Cleveland Institute of Music. Het volgde een jaar aan de Webster Universiteit in Saint Louis. Vanaf 1983 doceert hij aan het muziekconservatorium van de Universiteit van Missouri-Kansas City (UMKC) in Kansas City en werd aldaar tot professor benoemd. Hij is coördinator van de compositie programma's en directeur van het "Musica Nova Ensemble".
Van 1991 tot 1999 was hij huiscomponist van het Kansas City Symphony Orchestra. Verder werkte hij met het "newEar" Ensemble (1999-2002), het "Taiwan National Symphony Orchestra" en het "Fort Smith Symphony Orchestra" samen. Hij ontving een studiebeurs van de Solomon R. Guggenheim Foundation en won de prestigieuze Amerikaanse Prix de Rome, dat verbonden was met een jaar studie in de Italiaanse hoofdstad. Hij won naast Amerikaanse prijzen zoals de American Society of Composers, Authors and Publishers (ASCAP-Awards) ook internationale prijzen zoals de Lee Ettelson Composers Award, de International Composers Competition van de Poolse sectie van de "International Society for Contemporary Music" (ISCM).

## Composities

### Werken voor orkest
- 1999 Arena
- 1994 Concert, voor piano en orkest
- 1997 Concert, voor marimba (8-hands) en orkest 
  1. Preludios y Danzas
  2. Tapiz para El Kapitan
  3. Finale
- 2006 Phenomenon, voor piano en orkest
- 2009 Grand jeté, voor orkest
- 2009 Night Waves

### Werken voor harmonieorkest
- 1988 Ascencsion, voor harmonieorkest en elektroakoestische muziek
- 1991 The Ceremony of Innocence
- Words of Love, voor sopraan en blazersensemble[1]

### Muziektheater

#### Toneelmuziek
- 1999 Iceman: A New Play for the Millennium - tekst: Nicholas Kryah

### Vocale muziek

#### Werken voor koor
- Lullaby, voor gemeJames C.ngd koor
- Spring: O Sparrow, voor gemengd koor

### Kamermuziek
- 1994 TNT, voor contrabas
- 1994-1998 Icarus Wept, voor trompet en organ duo
  1. Intermezzoid #1 – Getting Waxed
  2. Climbing the Blue Staircase
  3. Intermezzoid #2: Somebody Else’s Face
  4. Eleven Feet From The Sun
- 2006 Alter Ego, voor cello en gefixeerde media
- A Hint of Mischief, voor kamerensemble
- Going with the Fire, voor dwarsfluit en gefixeerde media
- On Thin Ice, voor tuba ensemble

### Werken voor piano
- Give em Hell

### Elektronische muziek
- 1986 Beams!, voor trombone en computer
- 1987 Caution to the Winds - "Pluralities", voor piano en elektronisch geluidsband[2]
- 1990 In Bocca del Lupo, voor viool en bandrecorder
- 1991 Spontaneous Combustion, voor sopraan- en altsaxofoon en computer genereerde begeleiding[3]
- 1992 Into the Maelstrom, voor piano en elektronisch geluidsband
- 2000 Study for Vox Inhumana, voor bandrecorder
- 2006 Vox Metallica, voor elektroakoestische muziek
- Dialogue for Performer and Computer
- Voices In Memoriam, voor piano met optionele elektronica

## Publicaties
- samen met Earl Henry: Musicianship: ear training, rhythmic reading, and sight singing, Band 1, Prentice-Hall, 1986. 306 p., ISBN 978-0-136-08563-8

## Media
1. ↑  Words of Love door Rebecca Sherburn (sopraan) en de UMKC Conservatory of Music and Dance Wind Symphony o.l.v. Joe Parisi. Gearchiveerd op 13 augustus 2023.
2. ↑  Caution to the Winds - "Pluralities" door Kristina Sandulova. Gearchiveerd op 10 januari 2020.
3. ↑  Spontaneous Combustion door Marcos Colón. Gearchiveerd op 13 augustus 2023.

- Bibliothèque nationale de France: cb16585301w (data)
- International Standard Name Identifier: 0000 0003 8273 4739
- Library of Congress Control Number: n87811739
- MusicBrainz: 4f2bcd6e-8900-4896-afb7-2480f7b1ec0d
- Nationale Bibliotheek van Israël: 987007343149205171
- Virtual International Authority File: 267228319
- WorldCat: E39PBJwRXRwTK6BhvYBJ97JJjC